# Škriljavac
Škriljavac (engleski: schist) je metamorfna stijena srednjeg stupnja metamorfoze nastala od muljnjaka ili škriljevca (šejla) i naglašene škriljavosti. Škriljavost je najznačajniji tip teksture većine metamorfnih stijena, posebice kristalastih škriljavaca, a očituje se u paralelnom slaganju listićastih minerala (tinjci) i štapićastih minerala (amfiboli). Škriljavac čine lističasta zrna srednje do veće veličine u grubo paralelno orijentaciji. Definira ga prisutnost od preko 50% duguljastih minerala kao što su tinjci i talk, često fino prožetih kvarcom ili feldspatom. U ovakve pločaste minerale spadaju tinjci, klorit, talk, hornblenda, grafit i dr. Često se u izduženim zrncima nalazi kvarc, u tolikoj mjeri da time stvara oblik škriljavca zvanog kvarcni škriljavac. Škriljavac često u sebi nosi granat.
Škriljavac nastaje na visokoj temperaturi i sastoji se od zrnaca većih od onih kod filita.